# Aumale
Aumale là một xã thuộc tỉnh Seine-Maritime trong vùng Normandie miền bắc nước Pháp.

## Huy hiệu
| Arms of Aumale | The arms of Aumale are blazoned: Argent, on a fess azure, 3 fleurs de lys Or. |

The noble English family of Albemarle comes from Aumale.

## Dân số
| Năm | 1962 | 1968 | 1975 | 1982 | 1990 | 1999 | 2006 |
| --- | ---- | ---- | ---- | ---- | ---- | ---- | ---- |
| Dân số | 2716 | 2833 | 2825 | 2876 | 2690 | 2577 | 2544 |
| From the year 1962 on: No double counting—residents of multiple communes (e.g. students and military personnel) are counted only once. |      |      |      |      |      |      |      |

## Thị trấn kết nghĩa
- Csurgó, Hungary từ năm 1991
- Cuckfield, Anh từ năm 1991

## Liên kết ngoài

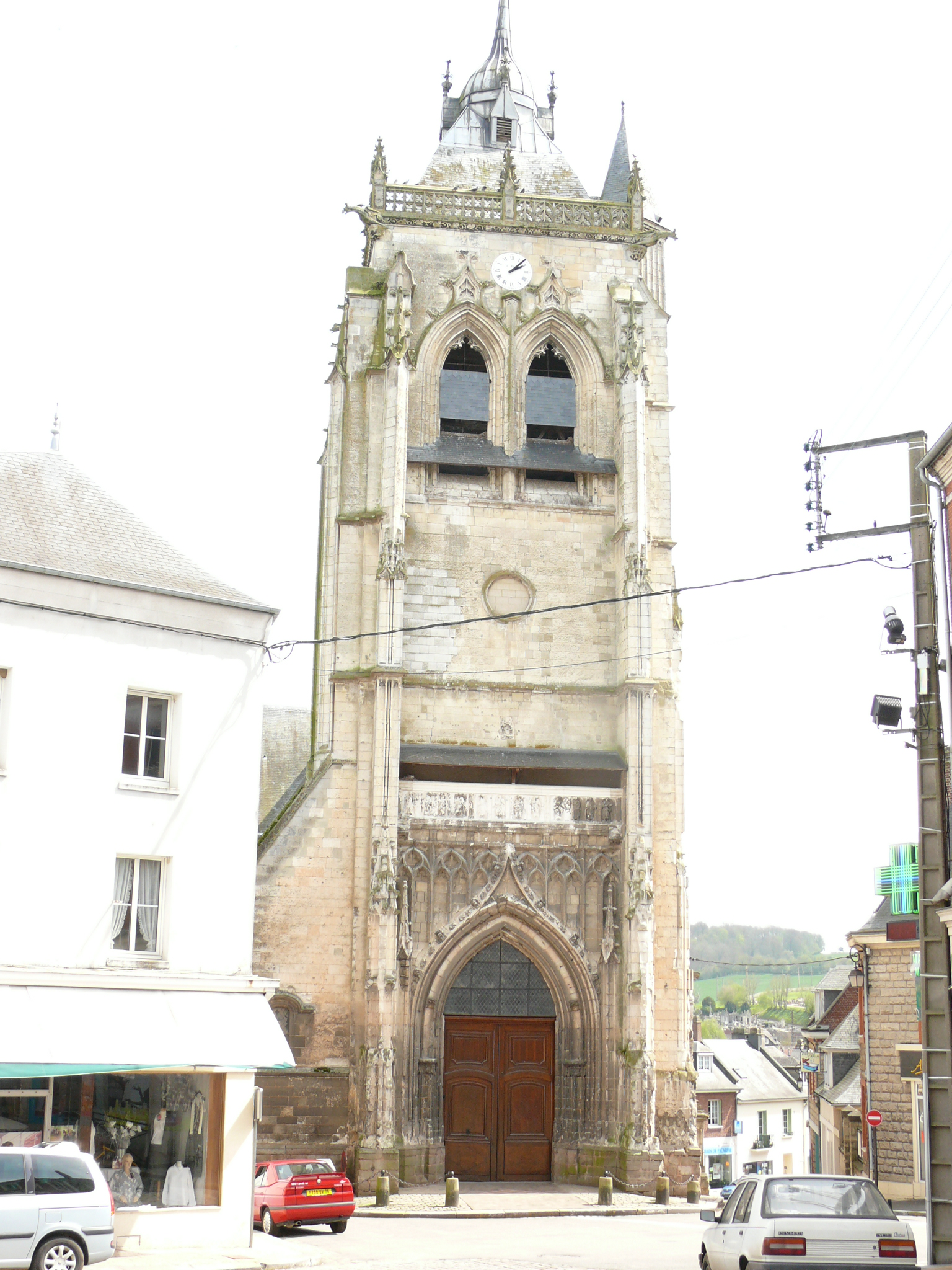
Aumale church
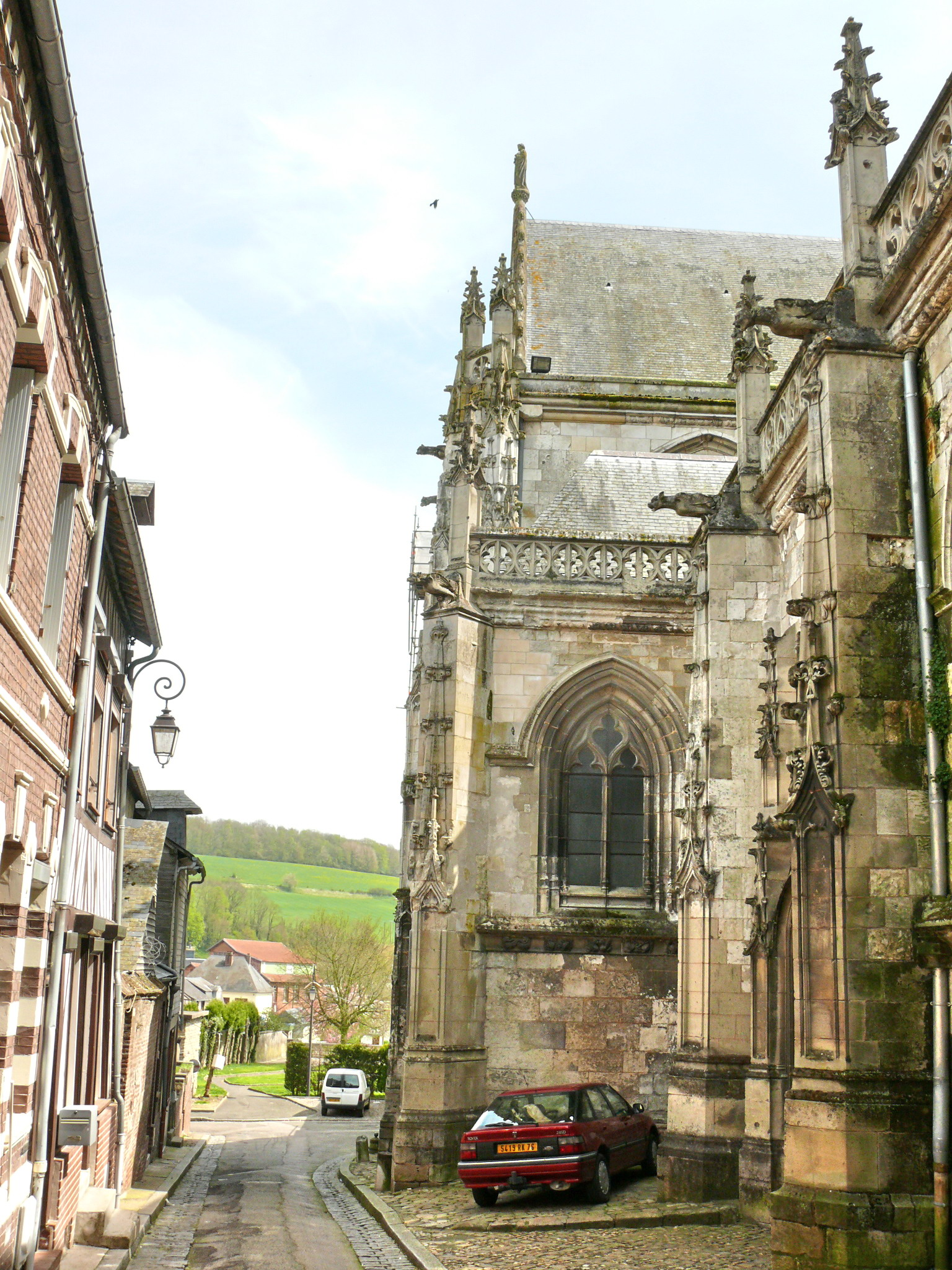
North side of the church
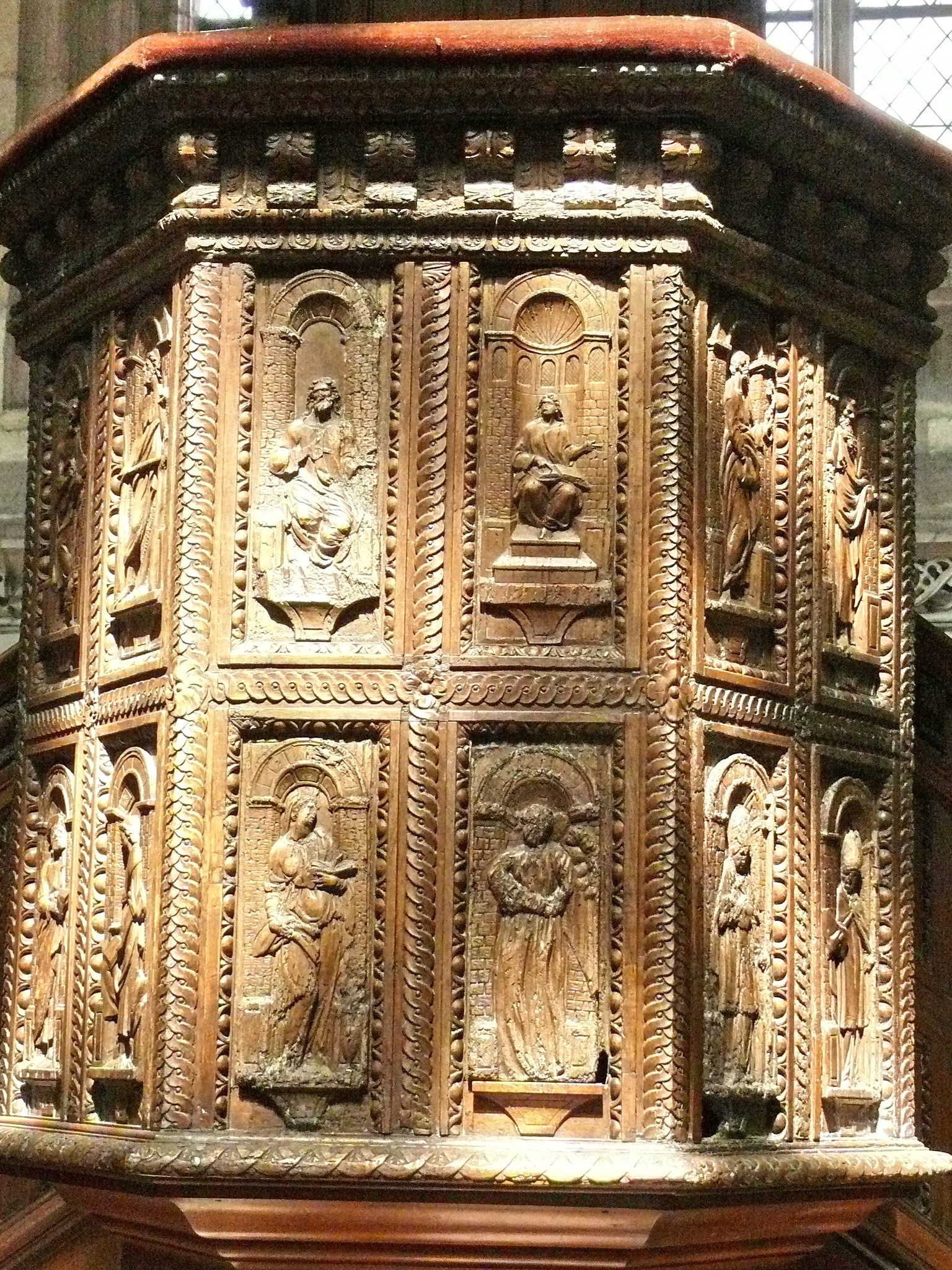
Sculpted wood panels on the pulpit
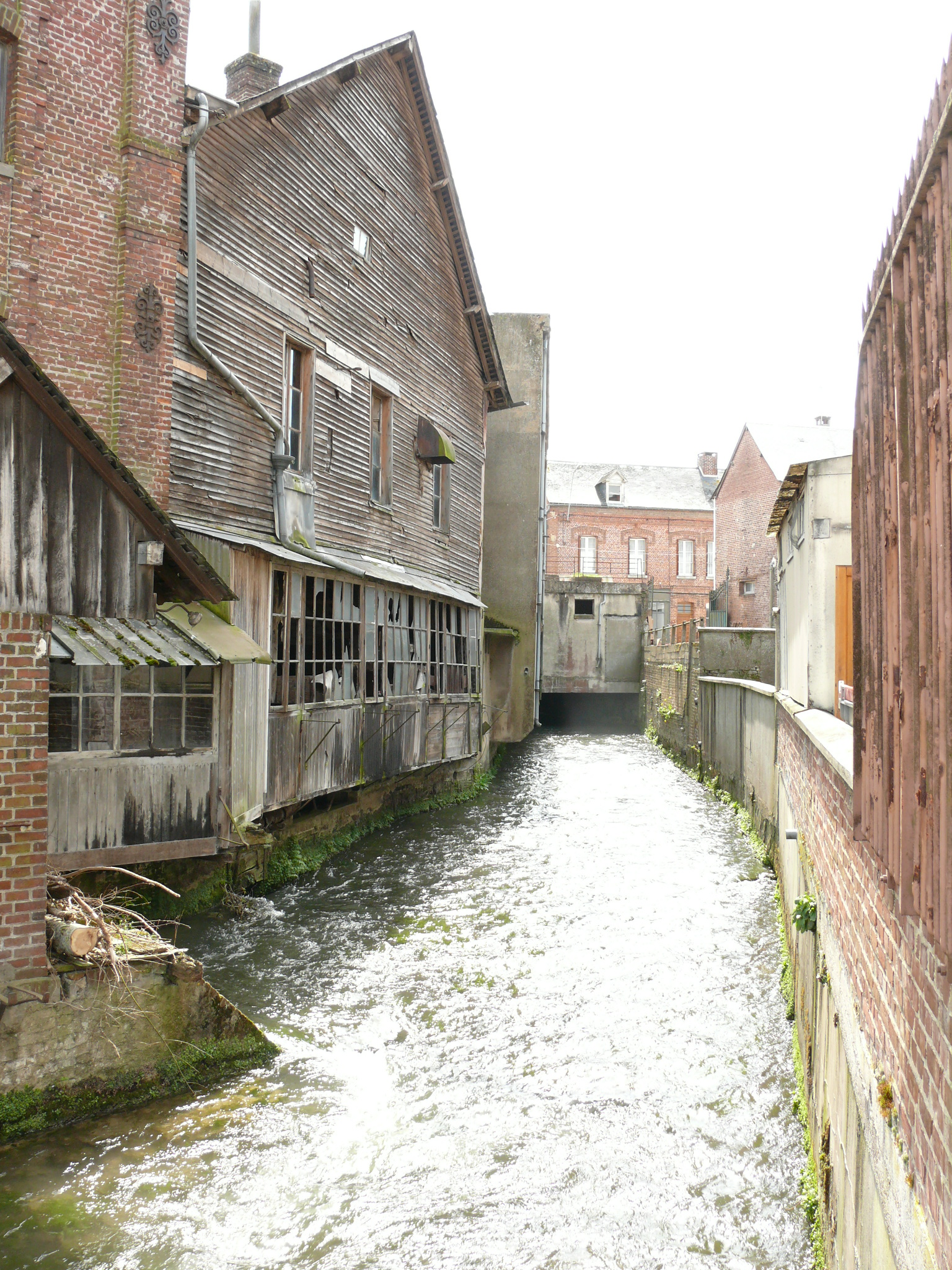
The Bresle river by the Moulin du Roy
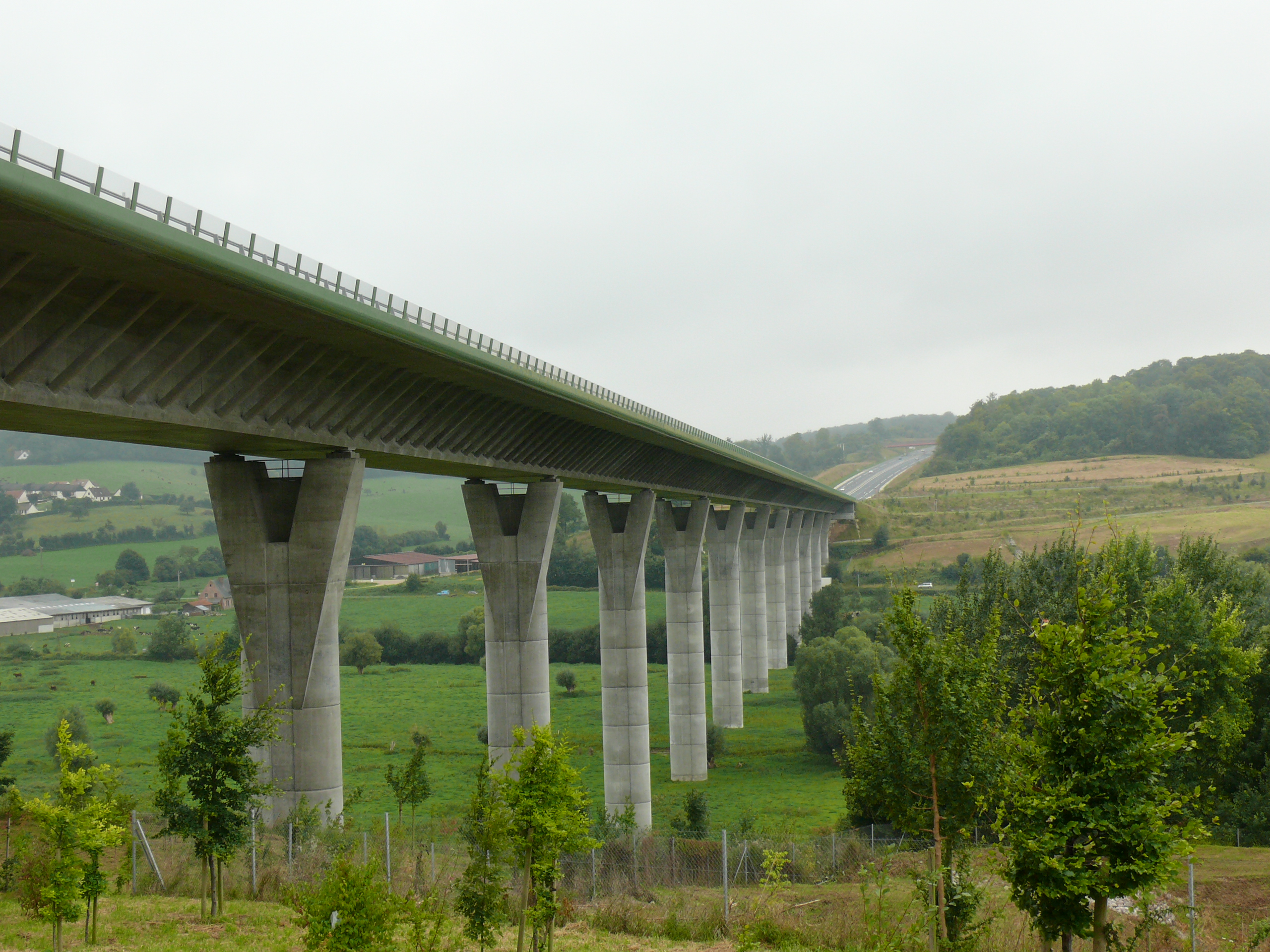
The Bresle Viaduct, 755m long, constructed during 2002-2004 to carry the A29 motorway